# Маков, Константин Николаевич
Константин Николаевич Маков — советский хозяйственный, государственный и политический деятель, Герой Социалистического Труда.

## Биография
Родился в 1905 году в Вадинске. Член КПСС с 1928 года.
Окончил рабфак Свердловского горного института.
С 1920 года — на хозяйственной, общественной и политической работе. В 1920—1974 гг. — землемер, сельхозрабочий, музыкант в духовом оркестре, горно-технический инспектор, старший горно-технический инспектор горно-рудного отдела ГГТИ НКТП СССР, директор комбината «Североникель», директор Подольского оловянного завода, директор-распорядитель Советско-Болгарского горного общества в Болгарии, начальник Северного рудоуправления ПГУ при СМ СССР в Карело-Финской ССР, директор комбината № 11 / п/я № 14 / Киргизского горнорудного комбината ПГУ при СМ СССР / Минсредмаша СССР, заместитель начальника отдела, начальник отдела п/я № 1119 Государственного производственного комитета по среднему машиностроению СССР.
Указом Президиума Верховного Совета СССР от 7 марта 1962 года присвоено звание Героя Социалистического Труда с вручением ордена Ленина и золотой медали «Серп и Молот».
Избирался депутатом Верховного Совета Киргизской ССР 4-го, 5-го и 6-го созывов.
С мая 1974 года - на пенсии, персональный пенсионер союзного значения.
Умер в Москве в 1993 году. Похоронен на Миусском кладбище.